# ФКИ Левадия U21
«ФКИ Левадия U21» (эст. Tallinna FCI Levadia U21) — эстонский футбольный клуб из Таллина, входящий в систему клуба «ФКИ Левадия». Обладатель Кубка Эстонии 2002 года.

## История
Клуб основан в 1999 году под названием ФК «Маарду» и представлял одноимённый город, стал частью системы футбольного клуба «Левадия», принадлежавшего бизнесмену Виктору Леваде. В ряде источников называется преемником клуба «Олимп» (Маарду), по другим данным получил место в лиге от расформированного клуба «Таллинна Садам». В первом же сезоне «Маарду» был включен в первую лигу, где занял шестое место. В 2000 году одержал победу в первой лиге, выиграв 27 из 28 матчей.
С 2001 года клуб выступал в высшей лиге Эстонии и носил название «Левадия» (Таллин). При этом головная команда продолжала представлять Маарду и выступала как «Левадия» (Маарду). Таллинский клуб провёл в высшей лиге три сезона (2001—2003), в каждом из них занимал шестое место. В 2002 году стал обладателем Кубка Эстонии, обыграв в финале «Левадию» из Маарду 2:0. Участник Кубка УЕФА 2002/03, где в предварительном раунде уступил тель-авивскому «Маккаби» (0:2, 0:2).
В 2004 году, после того как основная «Левадия» перебазировалась в Таллин, фарм-клуб был переименован в «Левадию-2» и был отправлен в первую лигу, где неизменно с тех пор выступал, не имея права вернуться в высший дивизион. В первой лиге неоднократно становился победителем (2006, 2007, 2008, 2009, 2010, 2013), серебряным призёром (2004, 2005, 2014, 2015), бронзовым призёром (2018).
В 2016 году был переименован в «Левадию U21», как и ряд других фарм-клубов в Эстонии, также получивших формальные возрастные ограничения. В 2017 году, после объединения «Левадии» и клуба «ФКИ Таллинн» («Инфонет»), был переименован в «ФКИ Левадия U21».

## Обладатели Кубка Эстонии 2002 года
Янно Хермансон, Тихон Шишов, Виталий Валуйский,  Алексей Пашин, Юрий Лейтан,  Далюс Сталелюнас, Александр Дмитриев, Андрей Тимофеев, Павел Апалинский, Сергей Дымов, Руслан Ягудин, Александр Куслап. Тренер — Валерий Бондаренко.

## Тренеры
- Эдуард Вырк (1999—2001)
- Валерий Бондаренко (2002—2003)
- Арго Арбейтер (2012—2016)
- Владимир Васильев (2016—2019)
- Евгений Гурчиоглуянц (2019)
- Роберт Садовский (2020—н.в.)

## Названия
- «Маарду» (1999—2000)
- «Левадия» (Таллин) (2001—2003)
- «Левадия-2» (Таллин) (2004—2015)
- «Левадия U21» (2016)
- «ФКИ Левадия U21» (2017—н.в.)

В 2003 году во Второй лиге под названием «Левадия-2» играла «Левадия III».

## Достижения
- Обладатель Кубка Эстонии: 2002
- Победитель Первой лиги Эстонии: 2000, 2006, 2007, 2008, 2009, 2010, 2013